# Елізабет Тейлор
Дама Елізабе́т Ро́змонд Те́йлор (DBE; англ. Elizabeth Rosemond Taylor; 27 лютого 1932, Лондон, Англія — 23 березня 2011, Лос-Анджелес, Каліфорнія, США) — англо-американська акторка, колекціонерка мистецтва, активістка ВІЛ\СНІД- та ЛГБТ-рухів. Вважається однією з найбільших зірок Голлівуду усіх часів. Нагороджена двома преміями Оскар, БАФТА, Золотий глобус, «Срібним ведмедем» Берлінського кінофестивалю та ін., дама-командор Ордена Британської імперії.

## Біографія

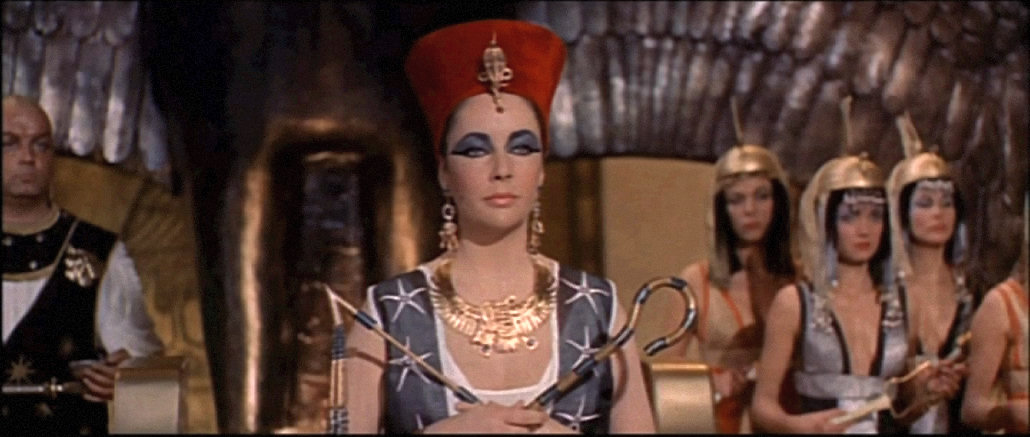
Елізабет Тейлор у фільмі «Клеопатра» (1963)

Батьки — Френсіс Ленн Тейлор (28 грудня 1897 — 20 листопада 1968) і акторка Сара Віола Вомбродт (сценічний псевдонім Сара Созерн, 21 серпня 1895 — 11 вересня 1994). Елізабет народилася в Лондоні, але з початком Другої світової війни сім'я виїхала жити до США. У неї був старший брат — Говард.
У кіно почала зніматися в 1942 році, два роки по тому запам'яталася аудиторії як юна вершниця в сімейному класичному фільмі «Національний оксамит». У 1949 році виконала першу «дорослу» роль — у фільмі «Змовник» зі своїм другом Робертом Тейлором.
Спочатку критики ставилися вельми скептично до акторських здібностей Тейлор, але її участь в драмі «Місце під сонцем» (1951) з Монтгомері Кліфтом змусила їх змінити думку. 1956 року знялася з Джеймсом Діном у культовій стрічці «Гігант». Наступним кроком до слави були ролі в екранізаціях п'єс Теннессі Вільямса «Кішка на розпеченому даху» (1958) і «Раптово, минулого літа» (1959). До того часу жовта преса невтомно обговорювала трагічну загибель третього чоловіка Тейлор та інші подробиці її особистого життя.
У 1961 році Тейлор отримала пропозицію втілити Клеопатру в однойменному історичному фільмі за нечуваний на ті часи гонорар у мільйон доларів. Це Тейлор ввела в моду «очі Клеопатри» із сильною чорною підводкою. Хоча фільм не окупився в прокаті, на знімальному майданчику спалахнув роман з актором, що грав Марка Антонія, — Річардом Бартоном. У 1964 році вона одружилася з ним, розлучилися через 10 років, через рік знову побралися й розлучилися через рік. За цей час зіграла з ним в 11 картинах. Одного разу на Валентинів день він подарував Тейлор найдорожчу перлину в світі — Перегрину.

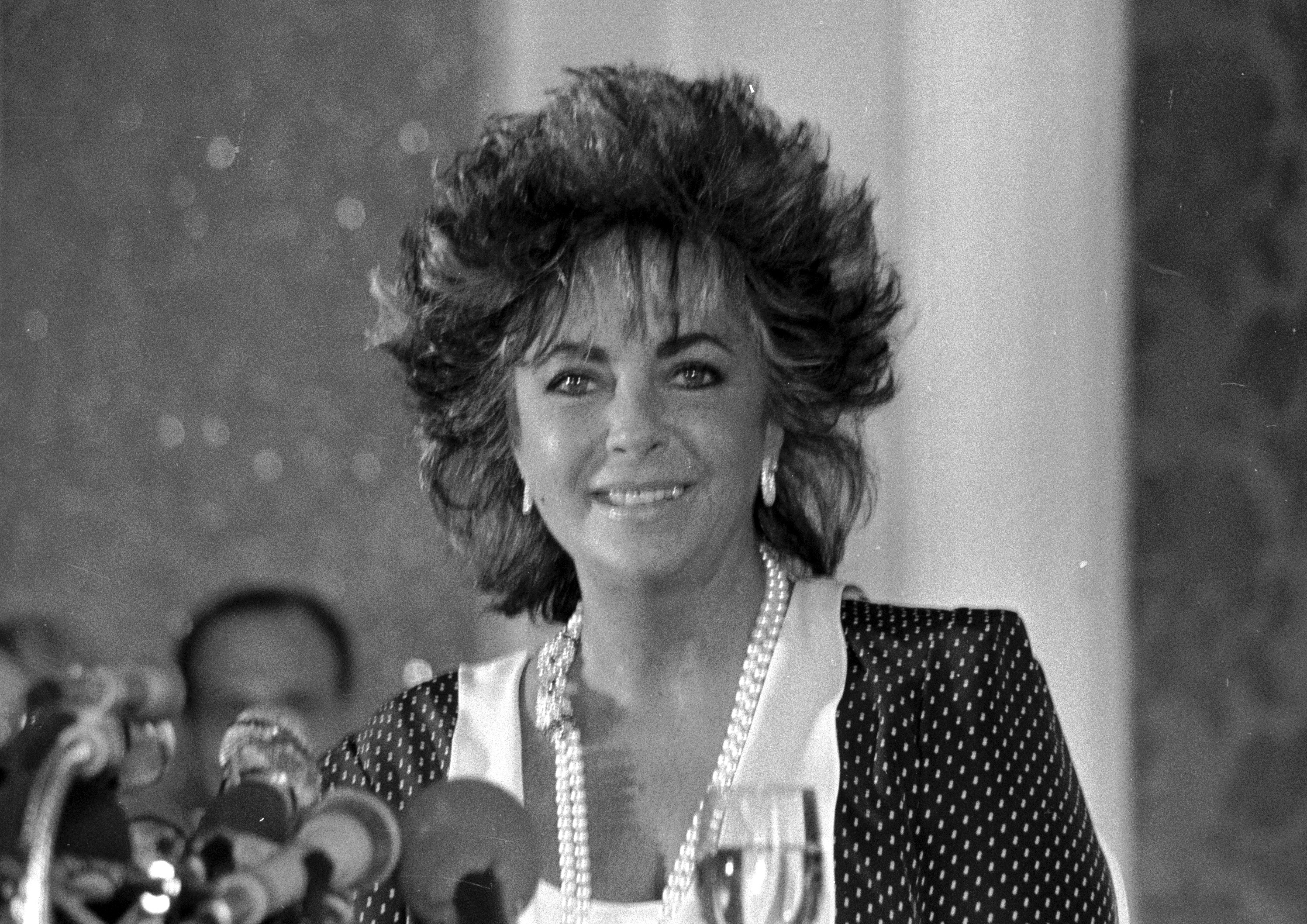
Тейлор в 1985 році

Під час шлюбу з Бартоном Тейлор почала набирати вагу. Надбанням громадськості стали її проблеми з наркотиками й алкоголем. Фільми з участю Тейлор все рідше окупалися, тому вона була змушена у 45 років фактично завершити кінокар'єру, виконуючи ролі лише в театрі. Проблеми зі здоров'ям переслідували Тейлор і в наступні роки. 1997 року їй була видалена пухлина головного мозку. До цього Тейлор потрапляла до лікарні з хворобою легенів, аритмією серця. Перенесла операції з імплантації штучних тазостегнових суглобів обох ніг. У 2002 році пройшла курс лікування від раку шкіри. У 1980-ті роки вона потоваришувала з Майклом Джексоном і організувала з ним кілька добродійних проєктів. Після його смерті в червні 2009 року Тейлор потрапила до лікарні із сильним стресом. 2009 року перенесла операцію на серці для фіксація серцевого клапана за допомогою встановлення спеціального мікропристрою. 12 лютого 2011 року була знову госпіталізована з симптомами, схожими на клінічні прояви серцевої недостатності.
2011 року готувався байопік, у якому Елізабет Тейлор зіграла б або Анджеліна Джолі або Кетрін Зета Джонс. Фільм був би знятий за книгою Сема Кашнер і Ненсі Шонбергер «Люта любов: Елізабет Тейлор, Річард Бертон і весілля століття».
У лютому 2011 року акторку госпіталізували через проблеми з серцем. З 13 лютого вона перебувала під постійним лікарським наглядом. 23 березня 2011 року Елізабет Тейлор померла від серцевої недостатності у віці 79 років.. Похована на каліфорнійському цвинтарі Форест-Лон — поряд із Майклом Джексоном, Кларком Ґейблом і Волтом Діснеєм.
115 мільйонів доларів зібрав розпродаж колекції прикрас Елізабет Тейлор на аукціоні «Крізтіз» у Нью-Йорку 13 грудня 2011 року. Діамантове кольє з перлиною «Ла Переґріна» продали за рекордні $11,8 млн. Підвіска з нефритом, рубінами й діамантами ($8,818 млн), діамантова тіара ($4,226 млн), сережки з діамантами й перлами ($2 млн), підвіска із золота й слонової кістки ($314 тис.), золотий браслет із розсипом дорогоцінних каменів ($194 тис.) і багато інших коштовностей.

## Фільмографія
| Рік  | Найменування                      | Оригінальна найменування         | Роль                                            | Примітка                                                               |
| ---- | --------------------------------- | -------------------------------- | ----------------------------------------------- | ---------------------------------------------------------------------- |
| 2001 | Старі шкапи по-американськи       | These Old Broads                 | Беріл Мейсон                                    |                                                                        |
| 1994 | Флінстоуни                        | The Flintstones                  | Pearl Slaghoople                                |                                                                        |
| 1989 | Солодкоголосий птах юності        | Sweet Bird of Youth              | Александра дель Лаго                            |                                                                        |
| 1988 | Молодий Тосканіні                 | Young Toscanini                  | Nadina Bulichoff                                |                                                                        |
| 1987 | Покер Аліса                       | Poker Alice                      | Alice Moffit                                    |                                                                        |
| 1986 | Там обов'язково має бути поні     | There Must Be a Pony             | Marguirite Sydney                               |                                                                        |
| 1985 | Північ і південь                  | North and South                  | мадам Конті                                     |                                                                        |
| 1985 | Підступи в країні чудес           | Malice in Wonderland             | Louella Parsons                                 |                                                                        |
| 1983 | Між друзями                       | Between Friends                  | Дебора Шапіро                                   |                                                                        |
| 1981 | Загальна лікарня                  | General Hospital                 | Helena Cassadine                                | cameo appearance coinciding with the wedding of Luke and Laura         |
| 1980 | Дзеркало тріснуло                 | The Mirror Crack'd               | Marina Rudd                                     |                                                                        |
| 1979 | Зимове вбивство                   | Winter Kills                     | Lola Comante                                    | в титрах не вказана                                                    |
| 1978 | Розрив заручин                    | Return Engagement                | докторка Емілі Луміс                            |                                                                        |
| 1977 | Маленька серенада                 | A Little Light Music             | Desiree Armfeldt                                |                                                                        |
| 1976 | Перемога в Ентеббе                | Victory at Entebbe               | Edra Vilonfsky                                  |                                                                        |
| 1976 | Синій птах                        | The Blue Bird                    | Queen of Light / Mother / Witch / Maternal Love |                                                                        |
| 1974 | Місце водія                       | The Driver's Seat                | Ліз                                             |                                                                        |
| 1973 | Попільна середа                   | Ash Wednesday                    | Barbara Sawyer                                  |                                                                        |
| 1973 | Безсоння                          | Night Watch                      | Ellen Wheeler                                   |                                                                        |
| 1973 | Його розлучення — її розлучення   | Divorce His — Divorce Hers       | Джейн Рейнольдс                                 |                                                                        |
| 1972 | Хаммерсміт вийшов на волю         | Hammersmith Is Out               | Джиммі Джин Джексон                             |                                                                        |
| 1972 | Під покровом молочного лісу       | Under Milk Wood                  | Rosie Probert                                   |                                                                        |
| 1972 | Зі і компанія                     | Zee and Co.                      | Zee Blakely                                     |                                                                        |
| 1970 | Єдина забава у містечку           | The Only Game in Town            | Fran Walker                                     |                                                                        |
| 1969 | Анна на тисячу днів               | Anne of the Thousand Days        | Courtesan                                       | в титрах не вказана                                                    |
| 1968 | Таємна церемонія                  | Secret Ceremony                  | Ленора                                          |                                                                        |
| 1968 | Бум!                              | Boom                             | Флора 'Сіссі' Гофорт                            |                                                                        |
| 1967 | Комедіанти                        | The Comedians                    | Марта Пінеда                                    |                                                                        |
| 1967 | Відблиски у золотому оці          | Reflection in a Golden Eye       | Ленора Пендертон                                |                                                                        |
| 1967 | Доктор Фауст                      | Doctor Faustus                   | Олена Троянська                                 |                                                                        |
| 1967 | Приборкання норовливої            | The Taming of the Shrew          | Катаріна                                        |                                                                        |
| 1966 | Хто боїться Вірджинії Вульф?      | Who's Afraid of Virginia Woolf ? | Марта                                           | премія «Оскар» за найкращу жіночу роль                                 |
| 1965 | Кулик                             | Sandpiper                        | Лаура Рейнольдс                                 |                                                                        |
| 1963 | Дуже важливі персони              | The V.I.P.s                      | Frances Andros                                  |                                                                        |
| 1963 | Клеопатра                         | Cleopatra                        | Клеопатра                                       |                                                                        |
| 1960 | Баттерфілд, 8                     | Butterfield 8                    | Gloria Wandrous                                 | премія «Оскар» за найкращу жіночу роль                                 |
| 1960 | Запах таємниці                    | Scent of Mystery                 | The Real Sally                                  | в титрах не вказана                                                    |
| 1959 | Раптово, минулого літа            | Suddenly Last Summer             | Катрін Голлі                                    | номінація на найкращу жіночу роль Американської академії кіномистецтва |
| 1958 | Кішка на розпеченому даху         | Cat on a Hot Tin Roof            | Maggie the Cat                                  | номінація на найкращу жіночу роль Американської академії кіномистецтва |
| 1957 | Повіт Рейнтрі                     | Raintree County                  | Сюзанна Дрейк                                   | номінація на найкращу жіночу роль Американської академії кіномистецтва |
| 1956 | Гігант                            | Giant                            | Леслі Лінтон Бенедикт                           |                                                                        |
| 1954 | Останній раз, коли я бачив Париж  | The Last Time I Saw Paris        | Helen Ellswirth / Willis                        |                                                                        |
| 1954 | Бо Браммелл                       | Beau Brummell                    | леді Патриція Белхем                            |                                                                        |
| 1954 | Слоняча стежка                    | Elephant Walk                    | Ruth Wiley                                      |                                                                        |
| 1954 | Рапсодія                          | Rhapsody                         | Louise Durant                                   |                                                                        |
| 1953 | Дівчина, у якої було все          | The Girl Who Had Everything      | Джин Латімер                                    |                                                                        |
| 1952 | Айвенго                           | Ivanhoe                          | Ребекка                                         |                                                                        |
| 1952 | Любов краще, ніж коли-небудь      | Love Is Better Than Ever         | Anastacia (Stacie) Macaboy                      |                                                                        |
| 1951 | Камо грядеши                      | Quo Vadis                        | Christian prisoner in arena                     | в титрах не вказана                                                    |
| 1951 | Місце під сонцем                  | A Place in the Sun               | Анжела Вікерс                                   |                                                                        |
| 1951 | Маленький прибуток батька         | Father's Little Dividend         | Кей Данстен                                     |                                                                        |
| 1950 | Батько нареченої                  | Father of the Bride              | Кей Бенкс                                       |                                                                        |
| 1950 | Велика похмілля                   | The Big Hangover                 | Mary Belney                                     |                                                                        |
| 1949 | Конспіратор                       | Conspirator                      | Мелінда Грейтон                                 |                                                                        |
| 1949 | Маленькі жінки                    | Little Women                     | Емі                                             |                                                                        |
| 1948 | Джулія погано себе веде           | Julia Misbehaves                 | Сьюзен Паккетт                                  |                                                                        |
| 1948 | Побачення із Джуді                | A Date with Judy                 | Carol Pringle                                   |                                                                        |
| 1947 | Синтія                            | Cynthia                          | Синтія Бішоп                                    |                                                                        |
| 1947 | Життя з батьком                   | Life with Father                 | Mary Skinner                                    |                                                                        |
| 1946 | Мужність Лессі                    | Courage of Lassie                | Katherine Eleanor Merrick                       |                                                                        |
| 1944 | Національний оксамит              | National Velvet                  | Velvet Brown                                    |                                                                        |
| 1944 | Білі скелі Дувру                  | The White Cliffs of Dover        | Бетсі                                           | в титрах не вказана                                                    |
| 1944 | Джейн Ейр                         | Jane Eyre                        | Елен Бернс                                      | в титрах не вказана                                                    |
| 1943 | Лессі повертається додому         | Lassie Come Home                 | Прісцилла                                       |                                                                        |
| 1942 | Кожну хвилину народжується людина | There's One Born Every Minute    | Глорія Твайн                                    |                                                                        |